# Skorv
För kräftdjuret skorv, se Ishavsgråsugga
För hudåkommor på spädbarn, se Mjölkskorv
För övriga hudåkommor, se Hudsjukdomar
För växten skorv, se Snärjmåra, avsnitt Bygdemål

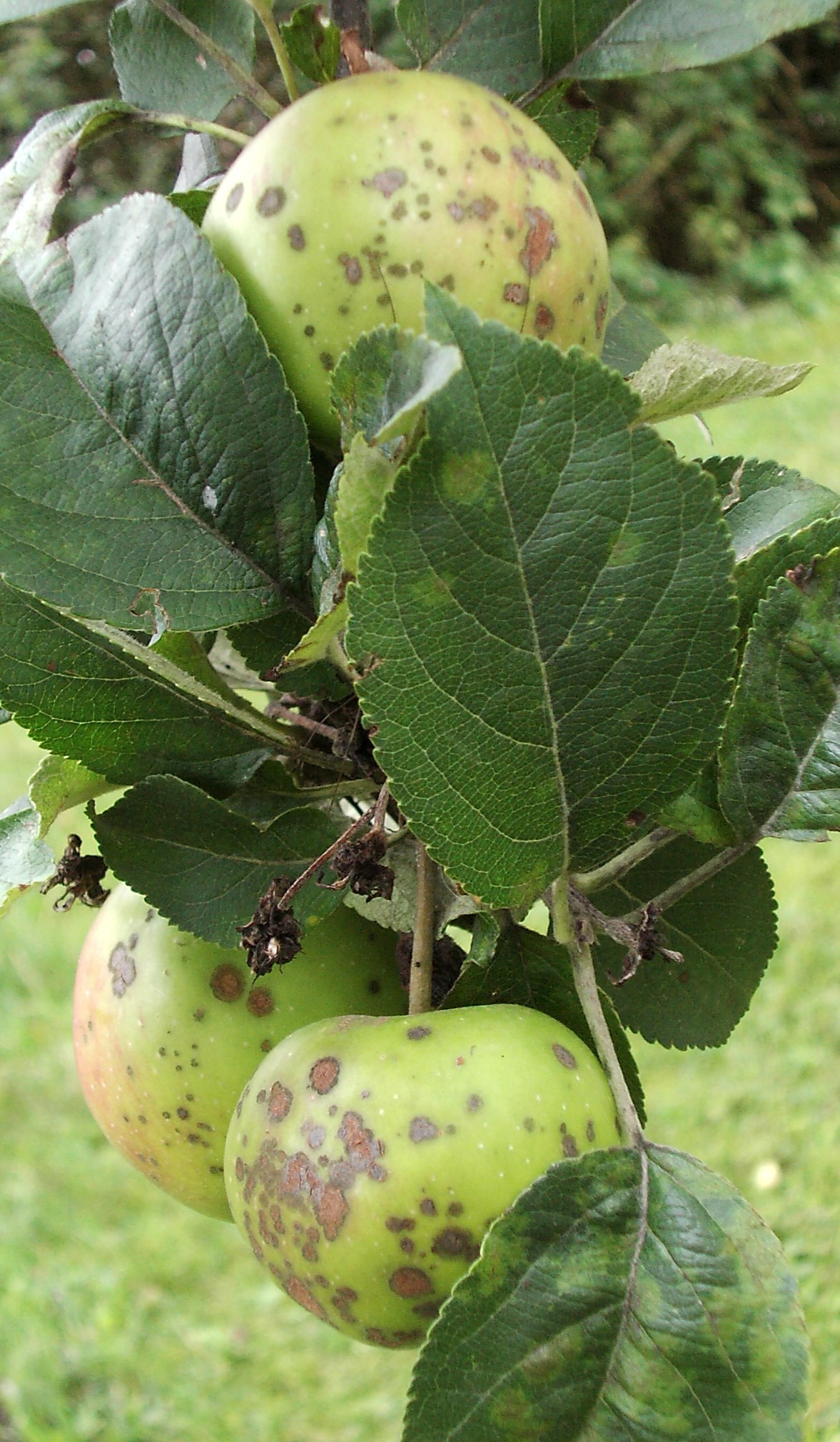
Skorv på äpplen.

Skorv är en gemensam beteckning för flera slag av sjukdom eller missbildning på växter.
Vissa slags skorv är framkallade av parasitsvampar. Dessutom förekommer skorv på potatis, som inte sammanhänger med parasitsvampar, utan beror på särskilda jordmånsförhållanden eller på gödslings- och jordförbättringsmedel.

## Arter av skorv (urval)
- äppelträdskorv (Venturia dendritica)

Skorv på äpple kan drabba både frukten, bladen och årsskotten. Skorv på äpple beror på flera olika faktorer, bland annat årsnederbörden. Hög årsnederbörd ger ofta mer skorv.  Vissa äppelsorter, såsom Aroma, Discovery, Mio och Filippa, är ganska resistenta mot skorv, medan andra ofta får skorv, exempelvis Signe Tillish, Cellini, Gul Richard, Gloster, Lobo och Cox Orange.
Vissa äpplesorter marknadsförs som skorvresistenta (exempelvis Fredrik, Frida, Collina och Rubinola), och har en gen från Malus floribunda. Denna resistens kan brytas eftersom nya skorvraser ständigt nybildas. Detta är delvis baserat på doktorsavhandling av Boel Sandskär Alnarp 2003.
År 1920 skedde ett stort utbrott av skorv på äppleträd i Sverige. I Skåne var Charlamowsky, Guldparmän och Gravensteiner svårast angripna, medan norr om Skåne var Vit Astrakan, Stenkyrke, Sävstaholm och Gul Richard svårast angripna.
- päronträdskorv (Venturia pyrina)
- korkskabb (Spongospora subterranea)
- vårtsjuka (Rhizoctonia solani)